# Südostasienspiele 2015
Die 28. Südostasienspiele fanden nach 1973, 1983 und 1993 zum vierten Mal in Singapur statt. Vom 5. bis zum 16. Juni 2015 traten etwa 7.000 Athleten aus elf Ländern gegeneinander an.

## Teilnehmende Nationen
| - Brunei - Indonesien - Kambodscha - Laos - Malaysia - Myanmar | - Osttimor - Philippinen - Singapur (Gastgeber) - Thailand - Vietnam |

## Wettbewerbe
Es wurden 402 Wettbewerbe in 36 Sportarten ausgetragen. In Klammern steht jeweils die Anzahl der Wettbewerbe.
| - Badminton (7) - Basketball (2) - Billard (10) - Bogenschießen (10) - Bowling (10) - Boxen (11) - Drachenboot (8) - Fechten (12) - Feldhockey (2) - Fußball (1) | - Golf (4) - Gymnastik (16) - Judo (12) - Kanu (17) - Leichtathletik (46) - Netball (1) - Pencak Silat (13) - Pétanque (10) - Radsport (6) - Reiten (4) | - Rudern (18) - 7er-Rugby (2) - Schießen (26) - Segeln (20) - Sepak Takraw (10) - Softball (2) - Squash (5) - Taekwondo (15) - Tennis (7) - Tischtennis (7) | - Triathlon (2) - Unihockey (2) - Volleyball (2) - Wasserski und Wakeboard (11) - Wassersportarten - Schwimmen (38) - Synchronschwimmen (3) - Wasserspringen (8) - Wasserball (2) - Wushu (20) |

## Medaillenspiegel
nach allen 402 Wettbewerben
| Platz  | Land        | Gold | Silber | Bronze | Gesamt |
| ------ | ----------- | ---- | ------ | ------ | ------ |
| 1      | Thailand    | 95   | 83     | 69     | 247    |
| 2      | Singapur    | 84   | 73     | 102    | 259    |
| 3      | Vietnam     | 73   | 53     | 60     | 186    |
| 4      | Malaysia    | 62   | 58     | 66     | 186    |
| 5      | Indonesien  | 47   | 61     | 74     | 182    |
| 6      | Philippinen | 29   | 36     | 66     | 131    |
| 7      | Myanmar     | 12   | 26     | 31     | 69     |
| 8      | Kambodscha  | 1    | 5      | 9      | 15     |
| 9      | Laos        | 0    | 4      | 25     | 29     |
| 10     | Brunei      | 0    | 1      | 6      | 7      |
| 11     | Osttimor    | 0    | 1      | 1      | 2      |
| Gesamt | Gesamt      | 403  | 401    | 509    | 1313   |